# Oslo község
Oslo község (Oslo kommune) Norvégia 431 községének (kommune, helyi önkormányzattal rendelkező közigazgatási egység) egyike. A község egyúttal Norvégia megyéinek (fylke) egyike is Oslo megye néven.
Oslo megye (község) szomszédai: Nyugaton, délen és keleten Akershus megye öleli körül. Délnyugaton az Oslo-fjorddal, északnyugaton Buskerud megyével, északon egy rövid szakaszon Oppland megyével határos.

## Települések
A község települései (200 lakos felett):
| Település | Népesség | Megjegyzés         |
| --------- | -------- | ------------------ |
| Movatn    | 317      |                    |
| Oslo      | 594 162  | A község székhelye |